# Yanagisawa
La Yanagisawa Wind Instruments Co., Ltd. (柳澤管楽器?, Yanagisawa Kangakki) è una fabbrica di sassofoni giapponese fondata nel 1894 da Tokutaro Yanagisawa. Produce sassofoni di livello professionale, dal soprano curvo al baritono.

## Storia
La storia della Yanagisawa iniziò nel 1894, quando Tokutaro Yanagisawa cominciò a riparare sassofoni importati dall'estero, principalmente da membri di bande militari. Con il passare del tempo, la piccola azienda si trasformò in una vera e propria fabbrica di strumenti musicali; la prima in Giappone.
Il primo sassofono venne ideato dalla Yanagisawa nel 1951 dal figlio di Tokutaro, Takanobu. Benché i sassofoni fossero già prodotti in Giappone, questi non potevano competere in qualità con quelli importati dall'estero, ma ciò nonostante molti strumenti di quei tempi, compresi quelli della Yanagisawa, sono apprezzati tutt'oggi.
Il nome "Yanagisawa Wind Instrument" deriva dal fatto che inizialmente l'intenzione della compagnia era quella di produrre anche altri tipi di strumenti a fiato e non solo sassofoni, una volta iniziata la produzione di elementi di qualità, cosa che però è avvenuta solamente a partire dagli anni ottanta, quando i sassofoni Yanagisawa sono stati riconosciuti strumenti di livello professionale.
Oggi il CEO è Nobushige Yanagisawa.

## Sassofoni

### Contralto
La nuova serie del sassofono contralto Yanagisawa è la WO.
Ci sono alcuni modelli che si differenziano per materiale, prezzo e costruzione:
- A-WO1 - È il modello base della nuova serie, corrisponde al A-901 della serie 900. È in ottone laccato in colore oro o placcato in argento. È indicato soprattutto per lo studio
- A-WO2 - È il modello base della nuova serie, corrisponde al A-902 della serie 900. È in bronzo laccato in colore bronzo o placcato in argento. È indicato anche questo soprattutto per lo studio
- A-WO10 - È il modello professionale, corrisponde al A-991 della vecchia serie 900. È costruito in ottone e può essere laccato in colore oro o placcato in oro o argento. È utilizzato a livelli professionali, tant'è che Yanagisawa lo definisce "Elite"
- A-WO20 - È il modello professionale, corrisponde al A-992 della vecchia serie 900. È costruito in bronzo e può essere laccato in colore bronzo o placcato in oro, oro rosa o argento. È utilizzato anch'esso a livelli professionali, tant'è che Yanagisawa lo definisce "Elite".
- A-WO37 - È il modello per eccellenza, costruito in argento massiccio. Può essere placcato in oro oppure in oro rosa.

La serie precedente, la 900, era formata da:
- A-901
- A-902
- A-991
- A-992
- A-9930
- A-9933
- A-9935
- A-9937

### Sopranino
L'unico sopranino che costruisce Yanagisawa è il SN-981, costruito in ottone, è possibile placcarlo in argento. È uno strumento di livello base, senza risonatori nei tamponi.

### Soprano
I soprani sono invece divisi come i contralti in livelli gerarchici, ci sono i livelli base:
- S-901 in ottone
- S-902 in bronzo

Di livello professionale:
- S-991 in ottone
- S-992 in bronzo

E di massimo livello:
- S-9030 in argento massiccio
- S-9330 in argento massiccio

Sono placcabili naturalmente in oro e argento

### Soprano Curvo
Una delle cose che colpisce di Yanagisawa è che produce il Sax Soprano Curvo, strumento eccellente, ma utilizzato poco. Viene prodotto nelle versioni:
- SC-991 in ottone
- SC-992 in bronzo
- SP-9937 in argento

### Tenore
I tenori sono prodotti con le stesse caratteristiche della nuova serie dei Sax Contralti WO:
- T-901 in ottone, da studio
- T-902 in bronzo, da studio
- T-991 in ottone, professionale
- T-992 in bronzo, professionale
- T-9937 in argento, Elite.

### Baritono
Yanagisawa produce in gran quantità anche i baritoni che si dividono in:
- B-901 in ottone
- B-991 in ottone
- B-992 in bronzo
- B-9930 in argento laccato oro
- B-9930BSB in argento placcato.

## Chiver
I modelli professionali hanno il chiver con un nuovo meccanismo di ottava.
I chiver dei modelli WO37, 9937, 9930... hanno un'incisione.

## Bocchini
Yanagisawa produce bocchini in ebanite ed in metallo con aperture dalla 3 (ebanite), 5 (metallo) alla 9.
Sono bocchini utilizzati anche professionalmente.

## Artisti
Alcuni artisti che utilizzano sassofoni Yanagisawa sia in classica che nel Jazz sono: Gary Bartz, Jay Beckenstein, Plas Johnson, Ed Wynne, Steve Slagle, Peter King, Vincent Herring, Snake Davis e Antonio Hart.